# Crypsiprora cyclispila
Crypsiprora cyclispila là một loài bướm đêm trong họ Noctuidae.